# Tanglewood (auditorium)
Tanglewood è una località che include vari spazi per musica presso le città di Lenox e Stockbridge nelle Berkshire Hills, nel Massachusetts occidentale. È stata la sede estiva della Boston Symphony Orchestra dal 1937. Tanglewood è anche sede di tre scuole di musica: il Tanglewood Music Center, il Days in the Arts ed il Boston University Tanglewood Institute. Oltre alla musica classica, Tanglewood ospita il Festival of Contemporary Music, artisti jazz e popolari, concerti e frequenti apparizioni di James Taylor, John Williams e dei Boston Pops.

## Storia

### Prime stagioni, 1934 e 1935
La storia di Tanglewood inizia con una serie di concerti che si tengono il 23, 25 e 26 agosto 1934 nella tenuta di Daniel Hanna a Interlaken, a circa un miglio dal sito del festival di oggi. Alcuni mesi prima il compositore e direttore d'orchestra Henry Kimball Hadley aveva esplorato le Berkshires per un trovare sito e realizzare il suo sogno di creare un festival di musica classica stagionale. Trovò un mecenate entusiasta e capace in Gertrude Robinson Smith.
Nel giro di pochi mesi avevano organizzato una serie di concerti con la New York Philharmonic Orchestra, dei quali Hadley era stato il direttore d'orchestra associato. Allestito in un anfiteatro costruito sulla pista dei cavalli da corsa della proprietà, al primo concerto partecipò Sara Delano Roosevelt, la madre del presidente. Rincuorati dal successo di questa fatica, Robinson e Hadley organizzarono un'altra serie di concerti ben accolti a Interlaken l'estate seguente.

### Inizia dell'era Boston Symphony Orchestra, 1936
Dopo due stagioni con la New York Philharmonic Orchestra, la Boston Symphony Orchestra (BSO), sotto la direzione del direttore Serge Koussevitzky fu invitata a esibirsi nel festival del 1936, tenutosi a Holmwood, la casa di Margaret Vanderbilt nella vicina Lenox. La BSO diede il suo primo concerto al Berkshire il 13 agosto 1936. Per quasi ottant'anni la BSO è rimasto il fiore all'occhiello del festival musicale.

### Lo spostamento a Tanglewood, 1937
Nel 1937 il sito del festival fu trasferito a "Tanglewood", una tenuta donata dalla signora Gorham Brooks e dalla signorina Mary Aspinwall Tappan. "Tanglewood" prese il nome da Tanglewood Tales, scritto da Nathaniel Hawthorne, mentre viveva in un cottage situato nella tenuta. Il 12 agosto 1937 si verificò un momento decisivo nella storia di Tanglewood durante un temporale che interruppe una rappresentazione della Cavalcata delle Valchirie di Richard Wagner. Il Boston Globe riferì che "Gertrude Robinson Smith è entrata a grandi passi sul palcoscenico quando il concerto si è fermato e ha si è rivolta alla folla record di 5.000 persone, arringando: "Ora capite perché dobbiamo avere un edificio permanente per questi concerti?" In pochi minuti furono raccolti più di $ 30.000".

### L'apertura del Music Shed, 1938
L'anno successivo fu costruito il capannone progettato da Eliel Saarinen, a forma di ventaglio, ora noto come Koussevitzky Music Shed, o semplicemente "the Shed" ("il capannone"), con circa 5.100 posti, che conferisce alla BSO una struttura a cielo aperto permanente in cui tenere i concerti. Ampi prati inglesi si estendono oltre il capannone, fornendo spazio all'aperto per i frequentatori dei concerti e ampie vedute di Stockbridge Bowl e Monument Mountain in lontananza. Alla cerimonia di apertura dello Shed il 4 agosto 1938, i commenti di dedica di Gertrude Robinson Smith furono registrati e possono essere ascoltati oggi. La Boston Symphony Orchestra si è esibita nel Koussevitzky Music Shed ogni estate da allora, ad eccezione dell'intervallo 1942-45, quando i fiduciari cancellarono i concerti e la scuola estiva a causa della seconda guerra mondiale. The Shed è stato rinnovato nel 1959 con progetti acustici di BBN Technologies. Nel 1986 la BSO acquisì l'adiacente tenuta di Highwood, aumentando l'area di proprietà di circa il 40%. La Seiji Ozawa Hall (1994) è stata costruita su questa proprietà recentemente ampliata. Leonard Bernstein diresse la Boston Symphony a Tanglewood nell'agosto del 1990 in quello che risultò essere il suo ultimo concerto. La Deutsche Grammophon ha pubblicato una registrazione dal vivo del concerto su CD.

### Giovani musicisti
Oltre ad ospitare programmi di musica classica, jazz e popolare di fama mondiale, Tanglewood offre formazione musicale. Nel 1940 il direttore d'orchestra Serge Koussevitzky iniziò una scuola estiva per circa 300 giovani musicisti, ora conosciuta come Tanglewood Music Center. Inoltre nelle vicinanze si trova il Boston University Tanglewood Institute (BUTI) per studenti delle scuole superiori e il Days in the Arts (DART) per studenti delle scuole medie. Altre organizzazioni sinfoniche giovanili si sono esibite presso il Music Shed o l'Ozawa Hall, tra cui la Norwalk Youth Symphony, di Norwalk, Connecticut, l'Empire State Youth Orchestra, di Albany, New York e la Greater Boston Youth Symphony (attualmente conosciuta come la Boston Youth Symphony Orchestra).

## Direttori musicali della BSO e Tanglewood
- Serge Koussevitzky (1936–1949)
- Charles Münch (1949–1962)
- Erich Leinsdorf (1962–1969)
- William Steinberg (1969–1972)
- Seiji Ozawa (1973–2002)
- James Levine (2004–2011)
- Andris Nelsons (2014–presente)

## Le strutture
- Koussevitzky Music Shed: inaugurato nel 1938, vi vennero effettuati importanti lavori di ristrutturazione acustica nel 1959. Originariamente senza nome, lo Shed è stato ridedicato al fondatore della TMC nel 1988. La maggior parte dei concerti orchestrali della BSO ed alcuni della TMC si tengono qui.

- Seiji Ozawa Hall: inaugurata nel 1994 e dedicata al maestro Seiji Ozawa, è la struttura in cui si svolgono la maggior parte dei concerti da camera di Tanglewood, così come i concerti orchestrali della TMC. Progettato dalla William Rawn Associates, Architects, Inc. di Boston, nel Massachusetts, la Seiji Ozawa Hall è stata classificata come una delle due migliori sale da concerto negli Stati Uniti degli ultimi 50 anni, una delle quattro migliori sale da concerto mai costruite negli Stati Uniti e la tredicesima migliore sala da concerto del mondo (da Concert Halls and Opera Houses di Leo Beranek). La Seiji Ozawa Hall ha ricevuto numerosi riconoscimenti per la sua architettura, tra cui un National American Institute of Architects Honor Award per Interior Architecture (2000) e un National American Institute of Architects Honor Award for Architecture (1995). L'acustica della sala è stata progettata in collaborazione con l'architetto R. Lawrence Kirkegaard, della Kirkegaard Associates.

- The Aaron Copland Library, con teatro e sala per concerti di musica da camera.

Altri edifici amministrativi, di spettacolo e di pratica sono distribuiti in tutto il territorio di Tanglewood.